# Milnaciprán
El milnaciprán es un inhibidor de la recaptación de serotonina y noradrenalina (IRSN) utilizado en el tratamiento clínico de la fibromialgiay trastorno depresivo. No está aprobado para el tratamiento clínico del trastorno depresivo mayor en los Estados Unidos, pero sí en otros países.
A diferencia de otros antidepresivos, actúa equilibrando los niveles de serotonina y noradrenalina en el cerebro, dos neurotransmisores clave en la regulación del estado de ánimo y la percepción del dolor. No tiene un efecto significativo sobre la dopamina ni otros receptores (como los muscarínicos o histaminérgicos), lo que reduce ciertos efectos secundarios comunes en otros antidepresivos.

## Mecanismo de acción
Milnaciprán inhibe la recaptación de serotonina (5-HT) y noradrenalina en las sinapsis neuronales, aumentando su disponibilidad en la hendidura sináptica. Su afinidad por ambos neurotransmisores es aproximadamente equilibrada (relación 1:1), aunque otras fuentes indican un predominio por la noradrenalina, lo que lo distingue de otros IRSN como la venlafaxina, que tiene mayor selectividad por la serotonina. Este mecanismo contribuye a su eficacia tanto en trastornos del estado de ánimo como en el manejo del dolor crónico, especialmente en fibromialgia, donde la disregulación de los sistemas serotoninérgico y noradrenérgico juega un papel importante.

## Farmacología
- Nombre químico: 1R,2S)-2-(aminometil)-N,N-diethyl-1-phenylcyclopropanecarboxamide hydrochloride
- Clase terapéutica: IRSN (Inhibidor de la recaptura de serotonina y noradrenalina)

- Vía de administración: Oral

## Farmacocinética
- Absorción: Rápida, no afectada por alimentos.
- Distribución: Amplia, con un volumen de distribución de ~400 L.
- Metabolismo: Mínimo por el sistema del citocromo P450, lo que reduce interacciones medicamentosas.
- Eliminación: Principalmente renal (55% como fármaco inalterado).[6]

## Contraindicaciones
- Uso concomitante con inhibidores de la monoaminooxidasa (IMAO), debido al riesgo de síndrome serotoninérgico.
- Insuficiencia renal grave.
- Hipertensión no controlada.